# 머큐리-레드스톤 4호
머큐리-레드스톤 4호(영어: Mercury-Redstone 4), 또는 리버티벨 7호(Liberty Bell 7)는 미국이 머큐리 계획으로 발사한 2번째 유인 우주선이다. 1961년 7월 21일에 케이프커내버럴 공군 기지에서 발사되었다.

## 승무원
- 버질 그리섬

### 백업 승무원
- 존 글렌

## 개요
머큐리-레드스톤 4호는 1961년 5월 5일에 발사된 머큐리-레드스톤 3호에 계속되는 유인 우주선이다. 승무원으로는 버질 그리섬이 탑승했다.
당초 발사 예정일은 1961년 7월 18일이었지만, 기상 상황이 좋지 않아 연기되었다. 1961년 7월 21일에 발사되어 최고 고도 약 190 km, 비행 시간 약 15분의 탄도 비행에 성공했다. 리버티벨 7호는 대서양 해상에 착수했다. 그러나, 어떤 문제에 의해 해치가 열려(그리섬은 해치가 제멋대로 열렸다고 주장했다) 우주선은 침수되었다. 그리섬은 헬리콥터에 의해서 구조되었다.
우주선은 디스커버리 채널의 비용 지원으로 심도 4,500 m 해저에서 1999년 7월 20일에 인양되었다.

## 임무 진행 과정
| T+ 경과 시간 | 사건                | 설명                                                                     |
| ------------ | ------------------- | ------------------------------------------------------------------------ |
| T+00:00:00   | 발사                |                                                                          |
| T+00:00:16   | 피치 회전 개시      | 로켓의 피치 회전 개시 매초 2도의 속도로 상승 각도를 90도에서 45도로 변경 |
| T+00:00:40   | 피치 회전 종료      | 상승 각도 45도                                                           |
| T+00:02:20   | BECO                | 엔진 정지. 최대 속도 2.3 km/s                                            |
| T+00:02:22   | 비상 탈출 로켓 분리 | 불필요해진 비상 탈출 로켓 분리                                           |
| T+00:02:24   | 우주선 분리         | 분리용 로켓 분사, 우주선 분리                                            |
| T+00:02:35   | 우주선 회전         | 우주선을 회전시켜 내열면을 전방으로 함                                   |
| T+00:05:00   | 원지점              | 원지점 도달, 고도 185 km                                                 |
| T+00:05:15   | 역분사              | 역분사 시행                                                              |
| T+00:06:15   | 역분사 장치 분리    | 역분사 장치를 분리해 내열면을 표면으로 함                                |
| T+00:06:20   | 재돌입 시작         |                                                                          |
| T+00:09:38   | 감속용 낙하산       | 감속용 낙하산 전개                                                       |
| T+ 00:10:15  | 주 낙하산           | 주 낙하산 전개                                                           |
| T+ 00:10:20  | 착수대              | 착수대 전개                                                              |
| T+ 00:10:20  | 연료 투기           | 잔존 연료 투기                                                           |
| T+ 00:15:30  | 착수                |                                                                          |

1. ↑  “Results Of The Second U.S. Manned Suborbital Spaceflight July 21, 1961 (NASA)”. NASA. 1961.